# Teinobasis olivacea
Teinobasis olivacea är en trollsländeart som beskrevs av Friedrich Ris 1915. Teinobasis olivacea ingår i släktet Teinobasis och familjen dammflicksländor. Inga underarter finns listade i Catalogue of Life.